# Ерто-е-Кассо
Ерто-е-Кассо (італ. Erto e Casso, вен. Erto e Casso) — муніципалітет в Італії, у регіоні Фріулі-Венеція-Джулія,  провінція Порденоне.
Ерто-е-Кассо розташоване на відстані близько 490 км на північ від Рима, 135 км на північний захід від Трієста, 45 км на північний захід від Порденоне.
Населення — 385 осіб (2014).
Покровитель — святий Варфоломій.

## Демографія
Населення за роками:

Станом на 1 січня 2023 року в муніципалітеті офіційно проживало 9 іноземців з 6 країн, серед них 3 громадяни країн Євросоюзу та 1 громадянин України.

## Сусідні муніципалітети
- Кастеллаваццо
- Чимолаїс
- Клаут
- Лонгароне
- Оспітале-ді-Кадоре
- Перароло-ді-Кадоре
- Альпаго
- Соверцене